# Coppa del Mondo di sci di fondo 1986
La Coppa del Mondo di sci di fondo 1986 fu la quinta edizione della manifestazione organizzata dalla Federazione Internazionale Sci; ebbe inizio a Labrador City, in Canada, e si concluse a Oslo, in Norvegia. Per la prima volta il calendario distinse in modo chiaro le gare a tecnica classica da quelle a tecnica libera.
La stagione maschile ebbe inizio l'8 dicembre 1985 e si concluse il 14 marzo 1986. Furono disputate gare 9 individuali (5 a tecnica classica, 4 a tecnica libera) e 5 staffette, in 9 diverse località. Lo svedese Gunde Svan si aggiudicò la coppa di cristallo, il trofeo assegnato al vincitore della classifica generale. Non vennero stilate classifiche di specialità; Svan era il detentore uscente della Coppa generale.
La stagione femminile ebbe inizio il 7 dicembre 1985 e si concluse il 15 marzo 1986. Furono disputate 9 gare individuali (5 a tecnica classica, 4 a tecnica libera) e 5 staffette, in 10 diverse località. La finlandese Marjo Matikainen si aggiudicò la coppa di cristallo. Non vennero stilate classifiche di specialità; Anette Bøe era la detentrice uscente della Coppa generale.

## Uomini

### Risultati
| Data             | Località      | Nazione          | Spec.      | Primo                | Secondo              | Terzo                   |
| ---------------- | ------------- | ---------------- | ---------- | -------------------- | -------------------- | ----------------------- |
| 8 dicembre 1985  | Labrador City | Canada           | 15 km TC   | Gunde Svan           | Vladimir Smirnov     | Pål Gunnar Mikkelsplass |
| 9 dicembre 1985  | Labrador City | Canada           | 4x10 km    | dati non disponibili | dati non disponibili | dati non disponibili    |
| 14 dicembre 1985 | Biwabik       | Stati Uniti      | 30 km TL   | Gunde Svan           | Kari Ristanen        | Ove Aunli               |
| 11 gennaio 1986  | La Bresse     | Francia          | 15 km TC   | Gunde Svan           | Vladimir Smirnov     | Erik Östlund            |
| 15 gennaio 1986  | Bohinj        | Jugoslavia       | 5 km TL    | Torgny Mogren        | Gunde Svan           | Vegard Ulvang           |
| 16 gennaio 1986  | Bohinj        | Jugoslavia       | 4x10 km TC | dati non disponibili | dati non disponibili | dati non disponibili    |
| 14 febbraio 1986 | Oberstdorf    | Germania Ovest   | 50 km TL   | Gunde Svan           | Vladimir Sachnov     | Maurilio De Zolt        |
| 16 febbraio 1986 | Oberstdorf    | Germania Ovest   | 4x10 km TC | dati non disponibili | dati non disponibili | dati non disponibili    |
| 23 febbraio 1986 | Kavgolovo     | Unione Sovietica | 15 km TC   | Vladimir Smirnov     | Gunde Svan           | Jurij Burlakov          |
| 2 marzo 1986     | Lahti         | Finlandia        | 15 km TL   | Torgny Mogren        | Gunde Svan           | Giorgio Vanzetta        |
| 8 marzo 1986     | Falun         | Svezia           | 30 km TC   | Thomas Wassberg      | Thomas Eriksson      | Martin Hole             |
| 9 marzo 1986     | Falun         | Svezia           | 4x10 km TL | dati non disponibili | dati non disponibili | dati non disponibili    |
| 13 marzo 1986    | Oslo          | Norvegia         | 4x10 km TL | dati non disponibili | dati non disponibili | dati non disponibili    |
| 14 marzo 1986    | Oslo          | Norvegia         | 50 km TC   | Gunde Svan           | Torgny Mogren        | Vegard Ulvang           |

Legenda:

TC = tecnica classica

TL = tecnica libera

### Classifiche

#### Generale

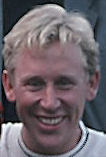
Gunde Svan

| Pos. | Nome                    | Nazione          | Punti |
| ---- | ----------------------- | ---------------- | ----- |
| 1    | Gunde Svan              | Svezia           | 145   |
| 2    | Torgny Mogren           | Svezia           | 101   |
| 3    | Vladimir Smirnov        | Unione Sovietica | 78    |
| 4    | Pål Gunnar Mikkelsplass | Norvegia         | 57    |
|      | Erik Östlund            | Svezia           | 57    |
| 6    | Thomas Eriksson         | Svezia           | 50    |
| 7    | Christer Majbäck        | Svezia           | 47    |
| 8    | Vegard Ulvang           | Norvegia         | 43    |
| 9    | Pierre Harvey           | Canada           | 40    |
| 10   | Martin Hole             | Norvegia         | 29    |

## Donne

### Risultati
| Data             | Località             | Nazione          | Spec.     | Prima                | Seconda              | Terza                |
| ---------------- | -------------------- | ---------------- | --------- | -------------------- | -------------------- | -------------------- |
| 7 dicembre 1985  | Labrador City        | Canada           | 5 km TL   | Marjo Matikainen     | Anfisa Rezcova       | Jaana Savolainen     |
| 13 dicembre 1985 | Biwabik              | Stati Uniti      | 10 km TC  | Brit Pettersen       | Marianne Dahlmo      | Marjo Matikainen     |
| 15 dicembre 1985 | Biwabik              | Stati Uniti      | 4x5 km TL | dati non disponibili | dati non disponibili | dati non disponibili |
| 11 gennaio 1986  | Les Saisies          | Francia          | 10 km TL  | Gaby Nestler         | Carola Anding        | Simone Opitz         |
| 15 gennaio 1986  | Klingenthal          | Germania Est     | 4x5 km TL | dati non disponibili | dati non disponibili | dati non disponibili |
| 18 gennaio 1986  | Nové Město na Moravě | Cecoslovacchia   | 20 km TL  | Simone Opitz         | Gaby Nestler         | Marianne Dahlmo      |
| 15 febbraio 1986 | Oberstdorf           | Germania Ovest   | 20 km TC  | Marianne Dahlmo      | Brit Pettersen       | Raisa Smetanina      |
| 16 febbraio 1986 | Oberstdorf           | Germania Ovest   | 4x5 km TC | dati non disponibili | dati non disponibili | dati non disponibili |
| 22 febbraio 1986 | Kavgolovo            | Unione Sovietica | 10 km TC  | Anne Jahren          | Marianne Dahlmo      | Raisa Smetanina      |
| 1º marzo 1986    | Lahti                | Finlandia        | 4x5 km TC | dati non disponibili | dati non disponibili | dati non disponibili |
| 2 marzo 1986     | Lahti                | Finlandia        | 5 km TC   | Marjo Matikainen     | Anne Jahren          | Marianne Dahlmo      |
| 8 marzo 1986     | Falun                | Svezia           | 30 km TC  | Brit Pettersen       | Marjo Matikainen     | Marit Mikkelsplass   |
| 13 marzo 1986    | Oslo                 | Norvegia         | 4x5 km TL | dati non disponibili | dati non disponibili | dati non disponibili |
| 15 marzo 1986    | Oslo                 | Norvegia         | 10 km TL  | Jaana Savolainen     | Simone Opitz         | Anne Jahren          |

Legenda:

TC = tecnica classica

TL = tecnica libera

### Classifiche

#### Generale
| Pos. | Nome             | Nazione          | Punti |
| ---- | ---------------- | ---------------- | ----- |
| 1    | Marjo Matikainen | Finlandia        | 107   |
| 2    | Marianne Dahlmo  | Norvegia         | 106   |
| 3    | Brit Pettersen   | Norvegia         | 104   |
| 4    | Anne Jahren      | Norvegia         | 88    |
| 5    | Simone Opitz     | Germania Est     | 60    |
| 6    | Evi Kratzer      | Svizzera         | 54    |
|      | Gaby Nestler     | Germania Est     | 54    |
| 8    | Jaana Savolainen | Finlandia        | 44    |
| 9    | Nina Koroleva    | Unione Sovietica | 42    |
|      | Pirkko Määttä    | Finlandia        | 42    |